# Міранда (фільм)
«Міранда» англ. Miranda — британський комедійний трилер 2002 року режисера Марка Мандена. У головних ролях знялися Крістіна Річчі, Кайл Меклеклен, Джон Сімм, Джон Герт, Темзін Ґрейґ та Джуліан Рінд-Татт.

## Сюжет
Френк (Сімм) працює бібліотекарем. Одного разу він знайомиться із таємничою американською танцівницею на ім'я Міранда (Річчі), і вже за декілька хвилин вони опиняються в ліжку. Після цього Міранда раптово зникає, і Френк намагається відстежити її по всьому Лондону, і скоро з'ясовує, що вона не та, за кого себе видає. Міранда має багато облич, кожне з яких використовує при нагоді.
Міранда та її бос (Герт) займаються тим, що продають будинки, які їм не належать. Після укладання великої угоди її бос кидає її, і розлючений клієнт (Меклеклен) прагне помститися Міранді. Френк усвідомлює, що не може залишити її і повертається у Лондон, рятуючи її..

## Виробництво
Фільм знімався компанією First Look Pictures у Лондоні та Скарборо. Прем'єра фільму відбулася на кінофестивалі Санденс 2002.

## Відгуки
Фільм отримав загалом негативні відгуки. Журнал Empire так охарактеризував стрічку: «З одного боку, це чорна комедія, з іншого — пошарпаний трилер. І на виході добра не вийшло з жодного із цих боків».
Сайт Eyeforfilm був іще жорстокішим: «Під час перегляду фільму хотілося з криками вибігти з кінотеатру. Не уявляю, що змусило Джона Херта та Кайла Маклеклена взяти участь у цьому божевіллі».
На сайті RottenTomatoes Міранда має рейтинг 1.85 та 44 % позитивних рецензій від критиків.